# Lee Joo-woo
Lee Joo-woo (3 de septiembre de 1990) es una actriz surcoreana. Conocida por su papel de apoyo en la serie de televisión Return of Fortunate Bok (2017), que le valió una nominación a los  MBC Drama Award.

## Carrera
A finales de junio de 2020 se anunció que se uniría al elenco recurrente de la serie The Spies Who Loved Me (también conocida como "The Spy Who Loved Me") donde dará vida a la inteligente Kim Dong-ran, la segunda hija del conglomerado Dong Tak Group y el CEO de "DDK Foods", así como la media hermana de Kim Dong-taek, con quien lucha por la herencia familiar.
En octubre del mismo año se anunció que se había unido al elenco secundario de la serie Why Oh Soo Jae? donde dará vida a Song Mi-rim, una abogada asociado del bufete de abogados de Oh Soo-jae, quien aunque puede ser un poco irascible, es una persona amable que a veces hace un trabajo pro bono como defensora pública.

## Filmografía

### Series de televisión
| Año     | Título                       | Rol            | Canal | Notas        | Ref.              |
| ------- | ---------------------------- | -------------- | ----- | ------------ | ----------------- |
| 2014-15 | Schoolgirl Detectives        | Choi Mi-rae    | jTBC  |              |                   |
| 2015    | Hogu's Love                  | Min-ji         | tvN   |              |                   |
| 2015    | House of Bluebird            | Park Joo-ri    | KBS2  |              |                   |
| 2015    | Snowy Road                   | Ayako          | KBS1  |              |                   |
| 2015-16 | All is Well                  | Yang Na-ri     | KBS2  |              |                   |
| 2017    | Return of Fortunate Bok      | Shin Hwa-young | MBC   |              |                   |
| 2018    | Welcome to Waikiki           | Min Soo-ah     | jTBC  |              |                   |
| 2020    | The Spies Who Loved Me       | Kim Dong-ran   | MBC   |              | [ 4 ]             |
| 2022    | Why Oh Soo Jae?              | Song Mi-rim    | SBS   | Reparto      |                   |
| 2023    | Stealer: The Treasure Keeper | Choi Min-woo   | tvN   | Protagonista | [ 5 ] [ 6 ] [ 7 ] |

### Películas
| Año  | Título          | Rol                 |
| ---- | --------------- | ------------------- |
| 2016 | Mood of the Day |                     |
| 2017 | Snowy Road      | Ayako               |
| 2017 | To Be Sixteen   | Soo-kyung           |
| 2017 | Calling         | Jung Yoo-na (cameo) |

### Programas de variedades
| Año  | Título              | Notas                                          |
| ---- | ------------------- | ---------------------------------------------- |
| 2021 | King of Mask Singer | (ep. #303-304) - concursó como "Black History" |